# الساندرو انسلمي

اليساندرو انسلمي (بالإيطالية: Alessandro Anselmi)‏ (روما، 27 يونيو 1934 - روما، 28 يناير 2013) كان مهندس معماري إيطالي.
مؤسس ستوديو G.R.A.U. (مجموعة المخططين والمعماريين الرومان). من عام 1974 حتى 1981 كان رئيس تحرير مجلة Controspazio (ضد-الفارغ). في عام 1999 حصل على جائزة رئيس الجمهورية للعمارة؛ في العام نفسه، حصل على اللقب «أكاديميا القديس لوقا» (Accademia di San Luca)

## أعماله
«لا أستطيع أن أتخيل العمارة خارج الموقع. (...) يجب أن أبدأ من الموقع، من خريطة وبرنامج لكي احرك الخيال». ب هذه الكلمات القليلة يصف اليساندرو عمليته الإبداعية برمتها، رمز الكينونة يتربص وراء كل فن عمارة؛ انها المناظر الطبيعية، والسياق، وlocus العبقرية، التي تمثل الصورة الحقيقية التي يجب أن تسعى اليها العمارة وتطمح بها. من جهة المعماري يدعم الرؤية الأفلاطونية للعمارة التي تحيى في محاولتها لتقليد فكرة السياق، ومن جهة أخرى «العملية الإبداعية هي بنت الفكر الأرسطو التجريبي: اللوكس هو الفعل الذي تتجلى فيه البنية المعمارية المحتملة والتي منه تعيش وتتنفس. ولكن كيف يمكن الجمع بين هاتين النظريتين؟ . يمكننا ان نعثر على حل لهذا التناقض في كلمات فنتوري (2010:» العمارة القائمة على التعقيد والتناقض (...) يجب ان تسعى إلى وحدة الإدراج بدلا من سهولة وحدة الاستبعاد (...) في بنية من النوع الادراجي هناك مجال للتجزئة، والتناقض، والعفوية التي تنتج هذا «. في رمز معماري هكذا معقد، يكون واضح كيف ان التناقض الفلسفي يصبح متفق مع فكرة الحداثة، هندسة الفواصل، وتقسيم السطوح، كما هو الحال في بناية بلدية فيوميشينو حيث الصور والشظايا تطارد بعضها البعض لشيء غير مكتمل، وأقنعة، وشخصيات بيرانديللو للبحث عن سيناريو، ولكنهم لا يزالوا مدرجين في سياج المكان والسياق والذاكرة. ولكن فكرة السياج عند انسلمي لا تساوي نفسها أبدا، فهي في كينونة أبدية. هو نفسه في مقابلة (2004) يعرف السياج بأنها» مساحة من الذاكرة، حيث الذاكرة لا تقدم نفسها كعناصر كاملة، بل كشظايا تزهر جزئيا، أو كقيم ليست معمارية تماما. ولكن إذا كان في مشروع بلدية فيوميشينو السياج يضم الساحة التي تنطوي وتلتف حول الاحجام السفلية، ففي مشروع إعادة تطوير الMoniga, انسلمي يتجاوز مفهوم السياج نفسة، لأنه يكسرة، ليفتحه نحو المدينة. 
المسايقة (Contextualization) لم تعد متجذرة في براديغميتها الإيديولوجية، المشروع يتشكل (أو يتشوه) وفقا للموقع نفسه، ويبدو ان مبنى البلدية يتبع المنطق الذي كان يستخدمه المعماري روسي (1966)، المشروع يصبح حقيقة حضرية: السياج المكسور.
وكما يؤكد فابيو كوتروني (2005 Cutroni) «شكل واجهة مبنى بلدية روما يبدو أنه قد فقد استقلاليته المطلقة والتماسك الشكلي، ليصبح مصفوفة أثيرية من احجام افتراضية حيث العلاقة بين الداخل والخارج، وبين الأمامي والخلفي، منقولة على مستوى اخر لزيادة عدم اليقين». منطلق الإلهام، في هذه الحالة أيضا، يستدعي مجمع في القرون الوسطى، أو مدينة محصنة انطوائية، التي تحدد الساحة الداخلية من خلال بناء مشاهد خلابة على طريقة كاميلو سيتّه. لكن تحديد الفناء الداخلي مكسور، وينتهي المشروع بالشكل النباتي (phytomorphic) لقاعة المجلس، الذي يفتح نحو المدينة الموحدة، 
- 1965 حضانه في مدينة جويدونيا (GUIDONIA)-(روما) مشروع
- 1965 قصر الرياضة في فلورنسا - منافسة
- 1967 مكاتب جديدة لمجلس النواب - مسابقة
- 1967 مقبرة البلدية الجديدة -مدينة ليتشي (-Lecce)
- 1968 جاردن سيتي Parabita-مدينة ليتشي (-Lecce)- مشروع
- 1972 مبنى الأرشيف مدينة فلورنسا - منافسة
- 1973 م: سوق الزهور- سان ريمو - مشروع
- 1974 مسلخ سانتا سيفيرينا (كروتوني)
- 1975 مقبرة البلدية (كروتوني))
- 1979 تأهيل هالس في باريس - مشاورة دولية
- 1980 : ساحة دي سانتا سيفيرينا (كروتوني))
- 1980 : حديقة بلدية سانتا سيفيرينا (كروتوني)
- 1980 : واجهة ل «الطريق Novissima» بينالي البندقية
- 1980: مطعم فندق في سانتا سيفيرينا (كاتانزارو) - مشروع
- 1981 حضانة في سانتا سيفيرينا (كاتانزارو)
- 1982 مسرح بيت الثقافة في شامبيري لو أوت (فرنسا) -مسابقة
- 1983: دراسة للمساكن مؤقتة في مشروع تيستاكسيو - روما
- 1985: بارك الحضري في ميناء ومصنع التبغ، بولونيا - منافسة
- 1985 جسر الاكاديميا في البندقية، بينالي البندقية- مسابقة
- 1985 متحف أثري بالقرب من سانتا ماريا في بكوزميدين، روما،
- 1985: توسيع فندق دي فيل في سانت دينيس (فرنسا) - مسابقة
- 1986 فندق دي فيل في ريز ليه نانت (فرنسا)- مسابقة
- 1988 إعادة هيكلة الجناح الإيطالي في حدائق القلعة، بينالي البندقية- مسابقة
- 1989: ووترفرونت ريجيو كالابريا- مشروع
- 1990: ترميم وإعادة استخدام القلعة روفو سيلا (ريجيو كالابريا)- مشروع
- 1993 : ترميم ساحة السوق ومحطة جديدة مع مول تحت الأرض المجاورة، Sotteville ليه روان (فرنسا)
- 1997: مبنى بلدية فيوميشينو (روما)
- 1998 قصر المؤتمرات «إيطاليا» يورو، روما- مسابقة
- 1999 مجمع سكني في منطقة Bufalotta، روما- مشروع
- 2002 الحالة مستعملة محطة القطار فائق السرعة في فلورنسا- منافسة
- 2003 : بناء ثلاثة عشر منزلا في السابق بريدا بيستويا- مشروع
- 2010: كنيسة القديس بيو من بيترلسينا - روما

## بِبْلِيُوغْرَافيا
- اليساندرو انسلمي المعماري

Claudia Conforti; Jacques Lucan, Alessandro Anselmi architetto, Mondadori Electa 1997
- أربعة وأربعون سؤال موجهة ل اليساندرو انسلمي

D. D'Anna, Quarantaquattro domande a Alessandro Anselmi, CLEAN, 2000
- خطة، موقع، ومشروع

M. Guccione; V. Calmieri, Alessandro Anselmi. Piano superficie progetto, 24 ore cultura, 2004